# اتحادیه نقاشان جمهوری آذربایجان
اتحادیه نقاشان جمهوری آذربایجان (ترکی آذربایجانی: Azərbaycan Rəssamlar İttifaqı) کانون نقاشان و کارشناسان تاریخ هنر است. مسئولیت اتحادیه را فرهاد خلیلف، نقاش مردمی آذربایجان، و دبیری آن را «آقاعلی ابراهیمف» بر عهده دارند.

## تاریخچه
اتحادیه نقاشان جمهوری آذربایجان به عنوان سازمانی فعال در حوزه هنر در سال ۱۹۲۰ بنیان‌گذاری شد. اما به موجب تأسیس اتحادیه نقاشان آذربایجان شوروی در سال ۱۹۳۱، این اتحادیه منحل شد. با این وجود، پس از فروپاشی شوروی در سال ۱۹۹۰ و استقلال جمهوری آذربایجان این اتحادیه دوباره زنده شد.
در سال ۲۰۰۶ بود، که نمایشگاهی اختصاص یافته به توسعه هنر در آذربایجان در حاشیه ۶۵- امین سالگرد تأسیس اتحادیه نقاشان در جمهوری آذربایجان گشایش یافت.

## جایزه اتحادیه
اتحادیه نقاشان جمهوری آذربایجان جایزه ای به نام «سلطان محمد»، نقاش و و مینیاتورساز قرن ۱۶ آذربایجانی تأسیس کرده‌است، که هر دو سال یک بار به هنرمندان و منتقدان هنری تعلق می‌گیرد.